# In commendam
In commendam (Nederlands: "In bewaring") – in het Nederlands wel aangeduid met in commende – was het volgens rooms-katholiek kerkelijk recht (tijdelijk) verlenen van de titel van commendataire abt aan een persoon buiten de abdij, uit hoofde waarvan een deel van de opbrengsten van een abdij aan deze persoon toevielen. Hierbij inde de abt de opbrengsten maar had geen bestuurlijke opgaven of inspraak. De abt hoefde niet zelf in de abdij te wonen om aanspraak te kunnen maken op gelden.

## Geschiedenis
Het in commendam geven van abdijen vond zijn oorsprong in de vroege Middeleeuwen, toen dit voorrecht door de kerk aan geestelijken werd verleend, die bijvoorbeeld door oorlog verdreven waren uit hun eigen kerkelijke bestuursgebieden en zo van inkomsten verstoken bleven. Met een tijdelijke functie als commandataire abt kon in financiële ondersteuning voorzien worden. Veelal werd de functie vervuld met betrekking tot abdijen waar op dat moment geen abt aanwezig kon zijn. Er is een vermelding in een brief van omstreeks 379 waar de bisschop van Milaan Ambrosius een kerk noemt die hij dit voorrecht verleende: "Commendo tibi, fili, Ecclesiam quae est ad Forum Cornelii ... donec ei ordinetur episcopus" ("Ik vertrouw u toe, mijn zoon, de kerk die aan het forum van Cornelius staat, tot er een bisschop voor wordt gewijd"). 
Vanaf de 8e eeuw namen ook wereldlijke leiders het recht op zich om kerkelijk leiders te benoemen. Ze gaven onder andere ook aan edellieden een abdij in commendam in ruil voor militaire steun of als beloning voor steun. Een voorbeeld is Boudewijn I van Vlaanderen die in 870 de functie commandatair abt van de Sint-Pietersabdij in Gent kreeg. Sommige aanstellingen leidden tot een insolventie van de abdij. Door dergelijk misbruik van dit voorrecht door leken die het niet om het welzijn van de kerk, de abdij en zijn bewoners te doen was, werd het vanaf 1122 verboden. Bij het Concordaat van Worms kwamen de kerkelijk en wereldlijk leider overeen dat alleen de kerk ambten binnen de kerk mocht bezetten.  
Verder probeerden pausen van de 11e en 12e eeuw het toekennen van dit recht aan geestelijken te beperken.
In de 14e en 15e eeuw nam het verstrekken van abten in commendam sterk toe, waarbij de pausen die in Avignon in ballingschap leefden gezien werden als de grote initiatoren van het fenomeen. Door de uitdeling van het voorrecht hoopten zij medestanders voor zich te winnen. Naast het nepotisme en het zich verrijken door de aflaathandel werd deze vorm van begunstiging een nieuwe reden voor hervormers om zich kritisch te uiten over het bestuur van de rooms-katholieke kerk. Voor de abdijen zelf was deze vorm van handel overigens desastreus; het ontbrak hen aan de benodigde inkomsten en zij kregen voor hun (onvrijwillige) donaties niets terug.
Vanaf de 17e eeuw nam het misbruik af, mede doordat bepaald werd, dat het alleen aan de paus was toegestaan het privilege van in commendam te verlenen. De laatste kardinaal, die gebruik maakte van het privilege was Giuseppe Melchiorre Sarto, de latere paus Pius X, die commendatair abt was van de benedictijner abdij van Subiaco in Subiaco (bij Rome).

## Voorbeeld (in extremis)
Hoewel er in de 14e en 15e eeuw vele geestelijken misbruik maakten van het voorrecht, waren vooral de leden van de Della Rovere familie zeer actief op dit gebied. Naast het nepotisme (paus Sixtus IV, van het huis Della Rovere, benoemde zes familieleden tot kardinaal en zijn neef paus Julius II vijf familieleden) toonde de in commendam staat van verschillende familieleden het volgende :
- Pietro Riario
  - Abdij van Saint-Vincent, Metz
  - Abdij van Soreze, Lavaur
  - Abdij van Paimpont, Saint-Malo
  - Abdij van Santa Cucufa, Barcelona
  - Abdij van Fontfroide, Narbonne
  - Abdij van S. Cristina, Pavia

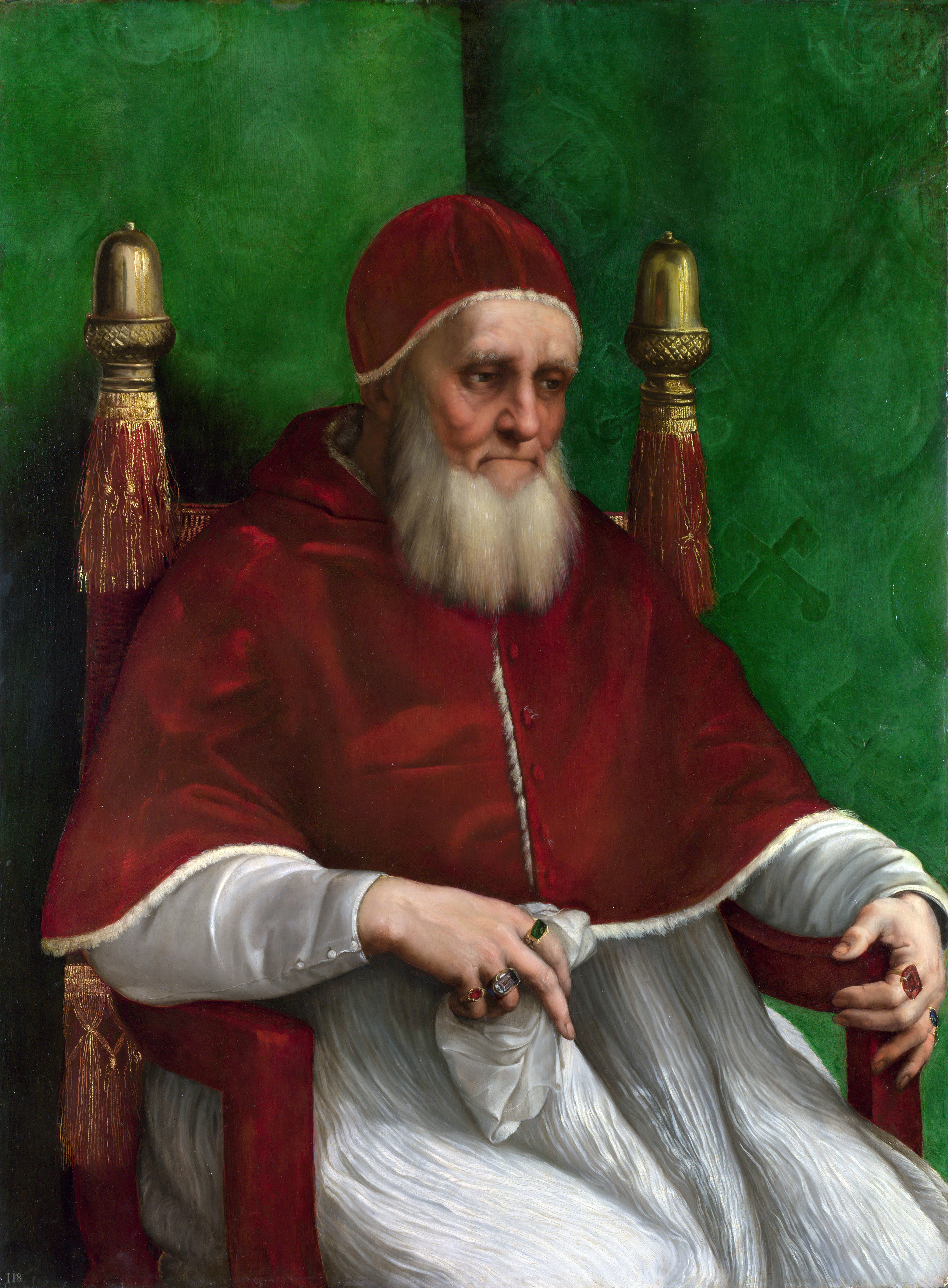
Giuliano della Rovere –Paus Julius II

- Giuliano della Rovere (paus Julius II)
  - Abdij van Grottaferrata
  - Abdij van St.-Paul, Verdun
  - Abdij van Ste. Marie, Bonneveau
  - Abdij van S. Sabino fuori le mura, Pisa
  - Abdij van St.-Pierre de Luxeuil, Besançon
  - Abdij van S. Sofia, Benevento
  - Abdij van St.-Symphorien, Metz
  - Abdij van S. Romoaldo, Camerino
  - Abdij van Sta.-Maria della Vangadizza, Adria
  - Abdij van Grandselve, Toulouse
  - Abdij van Ss. Pietro e Paolo de Moscheta (Florence)
  - Abdij van S. Bartolome de Anghiari, Arezzo
- Galeotto della Rovere
  - Abdij van Nonatola
  - Abdij van S.Benigno di Fruttaria
- Marco della Rovere
  - Abdij S. Maria in Trastevere
  - Abdij van S. Martino, Viterbo
- Leonardo della Rovere
  - Abdij van S. Giuliano, Spoleto
  - Abdij van Notre-Dame, Rodez
  - Abdij van S. Maria di Morimondo
  - Abdij van S. Agostino di Pondinicho, Casale Monferrato

## Bron
- Kloosterleven in de Middeleeuwen, door C.H. Lawrence, E. Frankemolle, Ad Rem Tekst